# Bitka pri Jevpatoriji
Bitka pri Jevpatoriji (rusko Штурм Евпато́рии, turško Gözleve Muharebesi, angleško Battle of Eupatoria, francosko Bataille d'Eupatoria) je potekala 17. februarja 1855 med krimsko vojno, ko je vojska Ruskega imperija neuspešno poskušala zavzeti krimsko pristanišče Jevpatorija, ki je bilo v rokah osmanskih oboroženih sil. Bitka se je končala z zmago zavezniških čet.

## Ozadje
28. marca 1854 sta Združeno kraljestvo in Francija uradno vstopili v krimsko vojno kot zaveznici Osmanskega cesarstva z napovedjo vojne Ruskemu imperiju. Septembra 1854 so se zavezniške sile izkrcale na obali Krimskega polotoka kot del vojaške ofenzive, da bi napadle in zavzele glavno rusko pomorsko bazo v Črnem morju Sevastopolu. Do sredine oktobra so zavezniki obkolili Sevastopol in pristaniško mesto oblegali. Jeseni in pozimi 1854-1855 so vojskujoče se strani okrepile svoje vojske na Krimu. Medtem ko so Rusi na Krim pripeljali čete po kopnem s celine, so zavezniki svoje okrepitve pripeljali s transporti čez Črno morje, pri čemer je bila Jevpatorija ena od dveh glavnih točk za izkrcanje zaveznikov na Krimu.
Imperator Nikolaj I. se je bal, da bo prenos turških sil Omerja paše Latasa z donavskega bojišča v Jevpatorijo omogočil sabotažo v Perekopu in okrepil zavezniške čete blizu Sevastopola. Nenehno je zahteval, da knez Aleksander Menšikov zavzame mesto. Januarja 1855 je generalpodpolkovnik Karl Vrangel prejel ukaz od vrhovnega poveljnika, da zavzame Jevpatorijo. Po izvidovanju je Vrangel poročal Menšikovu, da je bilo nemogoče zavzeti mesto: »menim, da je moja dolžnost sporočiti vašemu gospodstvu, da si ne upam biti odgovoren za uspeh in posledice tega početja. Če ne dosežejo ničesar, bodo čete razburjene in demoralizirane v času, ko bo sovražnik, opogumljen zaradi našega neuspeha, lahko v velikih silah zapustil Jevpatorijo in se pomaknil proti našim komunikacijam. Ne morem se odločiti za začetek tega pomembnega dela brez zanesljivega upanja na uspeh. Po drugi strani je generalpodpolkovnik Stepan Hruljov, ki je prav tako izvedel izvidnico, ko se je mestu približal tako blizu, da se je tam lahko pogovarjal s Tatari, ugotovil, da zemeljska dela Jevpatorije na nekaterih mestih še niso bila dokončana in da so nasipi tako nizki, da se ni pokrilo niti temeljev mestnih hiš. Na podlagi tega Hruljov ni dvomil o uspehu predlaganega napada. Decembra 1855 je Nikolaj I. pisal Menšikovu, ruskemu vrhovnemu poveljniku za krimsko vojno, v katerem je zahteval, da se okrepitve, ki jih poslali na Krim, uporabi za uporaben namen, in izrazil strah, da bi bilo sovražnikovo izkrcanje v Jevpatoriji nevarnost. Imperator se je upravičeno bal, da bi lahko dodatne zavezniške sile v Jevpatoriji, ki se nahaja 75 kilometrov severno od Sevastopola, odcepile Krim od Rusije pri Perekopski ožini in tako prekinile dotok komunikacij, materiala in okrepitev.
Kmalu zatem je knez Menšikov obvestil svoje častnike na Krimu, da je Nikolaj I. vztrajal, da se Jevpatorija zavzame in uniči, če je ni mogoče obdržati. Za izvedbo napada je Menšikov dodal, da je bil pooblaščen za uporabo okrepitev, ki so trenutno na poti na Krim, vključno z 8. pehotno divizijo. Menšikov je nato izbral poveljujočega častnika za napad, pri čemer sta njegova prva in druga izbira zavrnila nalogo in se izgovarjala, da bi se izognila vodenju ofenzive, za katero nobeden ni verjel, da bo imela uspešen izid. Končno je Menšikov izbral Hruljova, artilerijskega štabnega častnika, za katerega so opisali, da je bil pripravljen »narediti natanko to, kar se mu reče,« za častnika, ki je v celoti zadolžen za podvig.

## Moč in razporeditev
Da bi se pripravil na napad, je Hruljov z več izvidniškimi misijami pregledal Jevpatorijo. Po mnenju ruskega poveljnika je bilo mesto močno utrjeno, saj je bilo obdano z neprekinjenim zemeljskim zidom, oomejenim z jarkom. Nekaj delov zidu pa je bilo videti nedokončanih in v gradnji. Ob obzidju so bile topovske baterije, ki so podpirale 34 topov. Glede na lego, ki meji na obalo Črnega morja na jugu, je bilo mesto zaščiteno tudi s topovi zavezniških vojnih ladij v pristanišču. Zunaj utrjenega obzidja je bila pokrajina večinoma pusta, saj je potreba po drvu povzročila uničenje večine okoliških zgradb in struktur.
V mestu je bilo približno 33.000 mož, vključno s skoraj petimi turškimi pehotnimi divizijami, dvema turškima konjeniškima eskadronoma, 1000 oboroženimi Tatari, ekipa 276 mornarjev francoskega linijskega parnika Henrik IV., ki je bil prizemljen in spremenjen v baterijo, in majhnim francoskim pehotnim odredom. Turške sile v Jevpatoriji so bile pod poveljstvom Omerja paše Latasa, izkušenega vojaškega častnika.
Da bi zavzel mesto, je Hruljov načrtoval napad v treh kolonah. Primarni sunek bi bil v središču ob severni steni, kjer bi bil vpliv morebitnega pomorskega bombardiranja manjši. Da bi branilce odvrnil od središča, je uporabil druga dva stebra za napad na obzidja mesta. Najprej bi se začel bočni napad na levi, nato pa bočni napad na desni. Če bi bil načrt uspešen, bi se branilci osredotočili na boke, Rusi pa bi se premaknili v prodor na sredini.
Vsaka od treh kolon naj bi bila sestavljena iz približno 5000 pešcev in 36 topov. Kolone, zadolžene za vodenje bočnih napadov, naj bi podpiralo tudi več kot 2200 konjenikov. Dva dragonska polka z baterijo lahkih konj in brigado suličarjev naj bi bila v rezervi za črtami. Da bi zagotovili kritje artileriji in njenim posadkam, naj bi pred bitko zgradili 76 lesenih ram in jih ob začetku bitke premaknili na položaj 500 jardov od mestnega obzidja. Načrtovano je bilo, da bo skupna napotitev za bitko Hruljova vključevala 22 pehotnih bataljonov, 24 konjeniških eskadronov in pet kozaških stotnij, skupaj skoraj 19.000 mož.

## Potek bitke
Zvečer 16. februarja je Hruljov uresničil svoj načrt in tiho premaknil svoje sile na položaje približno 3,5 kilometra od obzidja Jevpatorije. Na tej točki so bile vrste strelcev in kozakov premaknjene v ospredje kot prednje postojanke, medtem ko so preostali možje tiho začeli graditi rame za topovske baterije. Tema noči in obrisi zemlje so skrivali njihovo delovanje pred turško predstražo.
Ko se je bližala zora, je Hruljov zajahal svojega konja in osebno povedel kolono na levi naprej do točke prvega napada, približno 1300 metrov od obzidja Jevpatorije. Takoj za Hruljovom so poveljniki čet vodili svoje bataljone naprej. Ko so se premikali naprej, pa so jih opazili Tatari na straži, ki so se umaknili proti mestu in naznanili alarm. Čeprav je Hruljov svojo ofenzivo načrtoval kot nenaden napad, so se Turki zavedali, da se napad bliža in so bili že na parapetih.
Približno ob 6. uri zjutraj so odjeknili prvi streli, ko so Turki začeli splošno kanonado, podprto s puškinim ognjem. Takoj hitro, kot so se lahko odzvali, so Rusi začeli z lastnim topniškim ognjem. Približno eno uro sta obe strani nadaljevali z bombardiranjem. V tem času je Hruljov okrepil svojo kolono na levi strani, napredoval z artilerijo do 500 metrov od mestnega obzidja in začel osredotočati svoj topovski ogenj na turško središče.
Čeprav so bile turške puške večjega kalibra, je ruska artilerija začela nekoliko uspevati pri kanonadi. Kmalu zatem, ko je turški ogenj popustil, so Rusi začeli napredovati s petimi pehotnimi bataljoni proti mestnemu obzidju na levi strani. Del teh sil je vključeval bataljon grških prostovoljcev, ki so se z Rusi združili v začetku februarja. S pomočjo ruševin pokopališča so pehotni bataljoni napredovali do položaja 400 metrov od jarka, ki je služil kot obrambni pas pred mestnim obzidjem. Opremljeni s fašinami, skalirnimi lestvami in drugimi predmeti so pehotni bataljoni hitro napredovali do jarka v končnem napadu, ves čas pa v navzkrižnem ognju šrapnelskih izstrelkov in strelov iz pušk z mestnega obzidja ter obstreljevanju z zavezniških vojnih ladij v pristanišču.
Na tej točki se je napad dejansko ustavil. Jarki so bili tako globoko napolnjeni z vodo, da so napadalci hitro ugotovili, da se ne morejo povzpeti na obzidje. Po številnih neuspelih poskusih, da bi prečkali jarke in se po lestvah povzpeli na vrh obzidja, so se bili Rusi prisiljeni umakniti in poiskati zavetje nazaj na pokopališču. Ker so Turki videli težave svojega sovražnika, so izkoristili razmere in poslali pehotni bataljon in dva konjeniška eskadrona iz mesta, da bi zasledovali Ruse, ko so se umaknili.
Skoraj takoj je Hruljov ocenil jarke kot oviro, ki je ni mogoče premagati, in prišel do zaključka, da Jevpatorije ni mogoče zavzeti glede na njeno obrambo in število branilcev. Ko so ga vprašali o naslednjih korakih, je svojim silam ukazal umik. Ukaz so sporočili poveljnikoma desne in srednje kolone, nobeden od njiju pa se ni tako zapletel v boj kot leva kolona.
Čeprav je veliko ruskih poveljnikov želelo nadaljevati napad, jih je Hruljov preglasil in urejen umik se je začel ob približno 10. uri zjutraj. Hruljov je svoje poražene sile vodil na obrambni položaj v hribih na vzhodu in jih sestavil v tri kolone. Omer paša Latas je v zasledovanje poslal pehoto in konjenico, vendar se je odločil le opazovati njihove dejavnosti.
Ruske izgube so bile skoraj dvakrat večje od izgubljenih turških branilcev. Rusi so utrpeli 168 ubitih, 583 ranjenih in 18 pogrešanih. Turške izgube so bile 91 ubitih in 286 ranjenih. Med osmanskimi mrtvimi je bil egiptovski general Selim Fathi paša.

## Posledice
Ko je novica o porazu dosegla Sankt Peterburg, je bil imperator Nikolaj izjemno razočaran in užaloščen. Duh imperatorja Nikolaja, ki je bil že bolan, se je zdel zlomljen in kmalu zatem je umrl, 2. marca 1855. Imperator Aleksander II. je nasledil svojega očeta, odpustil Hruljova in nadomestil kneza Menšikova kot vrhovnega poveljnika ruskih sil za krimsko vojno.
Čeprav je vladalo mnenje, da je tiran mrtev in da se bo vojna kmalu končala, imperator Aleksander ni želel takojšnjega miru. Strateško je bitka pri Jevpatoriji potrdila, da bo zavezniško poveljstvo v Črnem morju zagotovilo, da bo grožnja ruskemu boku na Krimu ostala ves čas trajanja sovražnosti. Za zaveznike je posedovanje Jevpatorije pomenilo tudi, da je naložba v Sevastopol ostala izvedljiva možnost.

## Splošni viri
- Blake, R. L. V. ffrench (1973), The Crimean War, London: Sphere Books